# ببرسد
البَبُوء (نحت بَبْرٌ ولَبُؤة) أو البَبْرَسَدُ (نحت بَبْرٌ وأَسَدٌ) (بالإنجليزية: Tigon)‏، ويُعرف أيضًا في بعض المصادر العربية باسم تايجون أو تايغون، هو نسل هجين من الهَدَبَّس (ذكر الببر) واللبؤة (أنثى الأسد)، وبالتالي فإن أبويه من نفس الجنس، ولكن ليسا من نفس النوع، ويُطلق على ناتج تزاوج ذكر الأسد مع الفَزَارة (أنثى الببر) اسم الأَسَدْبَر.
يشتمل جينوم الببرسد على المحتوى الجيني لكلا أبويه، وبالتالي يمكن أن تظهر عليه الخواص المورفولوجية من كلا الأبوين.